# Västra strömmen
Västra strömmen är en fjärd i byn Hästö i Sottunga på Åland. Västra strömmen sträcker sig cirka 1 kilometer i öst-västlig riktning och cirka 2 kilometer i nord-sydlig riktning. Den har ett seglingsdjup på 20 meter och är i nordväst förbunden med Husö strömmen, i väster med Hannskärs fjärden och söder med Styrskärs fjärden.
Förutom Hästö i öster omges fjärden av åtskilliga andra öar och skär.